# Bell Pottinger
Bell Pottinger Private (юридически BPP Communications Ltd.) — британская PR-компания, обслуживавшая крупных частных и корпоративных клиентов и правительства зарубежных стран. Штаб-квартира находилась в Лондоне, также были офисы в Северной Америке, на Ближнем Востоке и в Юго-Восточной Азии. Вела деятельность с 1985 года, в 2017 году закрылась по следам серии крупных скандалов. Слово Bell в названии отсылает к сооснователю компании лорду Беллу, пиар-советнику Маргарет Тэтчер, репутацией которого компания активно пользовалась (слово Pottinger — от фамилии другого руководителя Пирса Поттингера).

## Известные клиенты
- Правительство Бахрейна[1].
- Currencies Direct: с 2008 года[2]
- Milklink: Since 2003.[3].
- EADS: с апреля 2009[4].
- RSA Group[5]
- Нефтяная компания Trafigura (см. en:2006 Ivory Coast toxic waste dump)[6][7].
- DWF[8].
- Правительство Шри-Ланки[9].
- Dyson Ltd.[10].
- Cuadrilla Resources[11].
- Rolf Harris[12].
- Туристическая отрасль ЮАР (South Africa Tourism)[13].
- Centrica[14].
- Friends Life[15]
- Virgin Media Business[16]
- Hays[17]
- Mulberry[18]
- Birds Eye[19]
- AT&T Williams[20]
- Асма Асад, жена президента Сирии Башара Асада[21]
- Правительство Беларуси[22].
- Родители Мадлен Маккен[23]
- Али Абдулла Салех[24]
- Борис Березовский[25]
- The Templeton Prize[26]
- Аугусто Пиночет и его фонд[27][28]
- The Press Association[29]
- Talk Talk[30]
- Madrid Olympic Bid[31]
- Multiplex Wembley[32]
- Кока-Кола[33]
- Adobe[34]
- O2[35]
- HSBC[36]
- eBay[37]
- ASDA[38]
- NHS[39]
- Sega Europe[40]
- Emirates Airline:[41][42] Chelsea/Emirates since February 2001[43]
- Fortnum & Mason:[44] Bell Pottinger handles its retail and brand PR.[45]
- Airbus[4]

## Критика
Bell Pottinger подвергалась критике за отбеливание репутаций правительств и режимов, обвинявшихся в нарушении прав человека.
Осенью 2016 года выяснилось, что компания изготавливала по заказу правительства США фальшивые видеоролики Аль-Каиды, распространение которых отслеживалось в разведывательных и контртеррористических целях. Это вызвало неоднозначную реакцию.
Также выяснилось, что компания содержала сети подставных аккаунтов в соцсетях для создания иллюзии массовой поддержки.
В 2020 году издание «Медуза» опубликовало расследование о работе компании на Александра Лукашенко.

### Bell Pottinger и Википедия
Компания нарушала правила Википедии, удаляя информацию, которая не нравилась её клиентам в условиях конфликта интересов. Она также отказалась присоединиться к другим компаниям в области PR, решившим не делать этого. Джимми Уэйлз, по данным газеты Independent, назвал Bell Pottinger «этически слепой».